# Jusant
Pour l’article homonyme, voir Jusant (jeu vidéo).

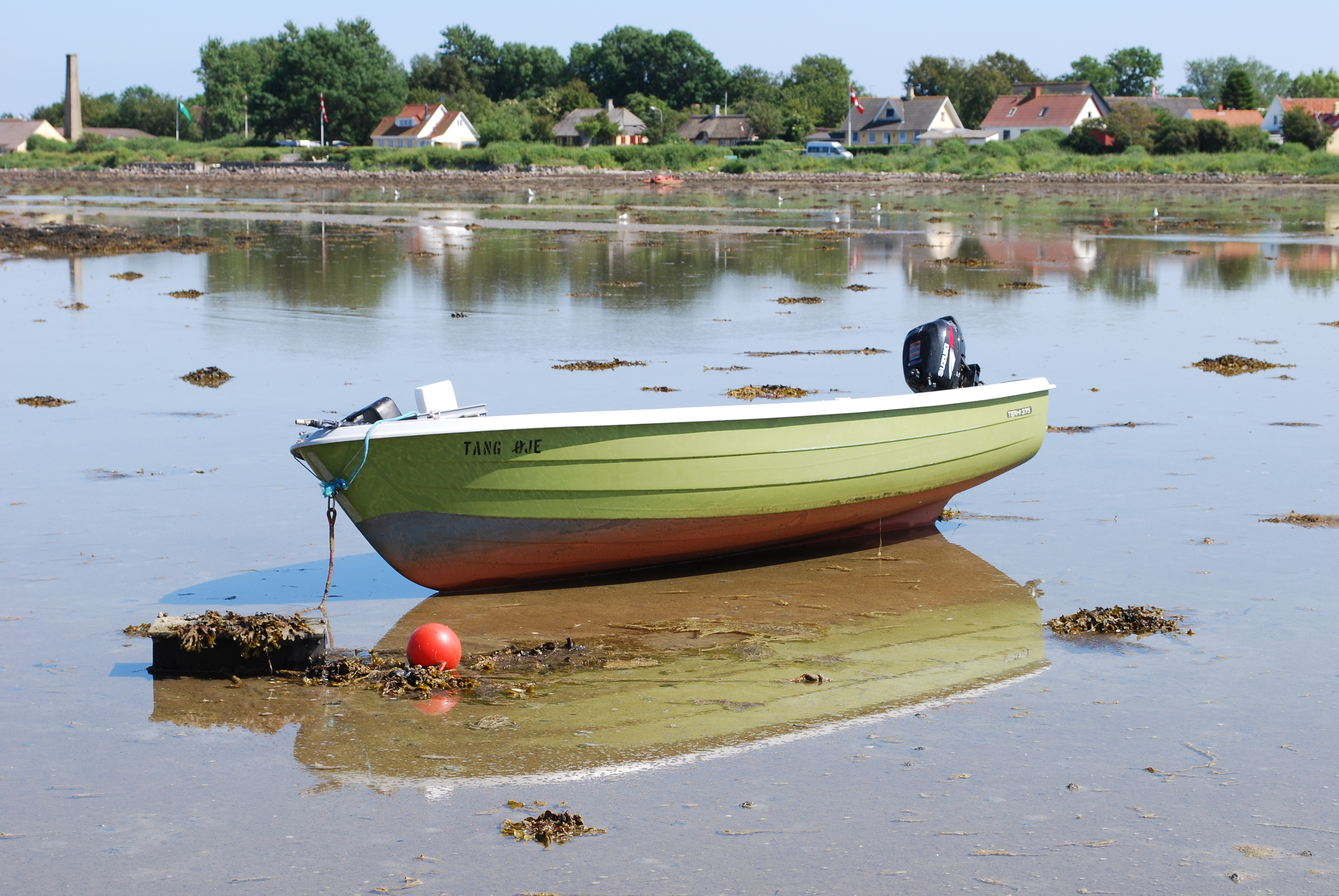
Marée basse après le jusant sur les rivages de l'île danoise d'Endelave.

Le jusant, ou reflux et de manière désuète ou dialectale ebbe, est un terme maritime qualifiant la période pendant laquelle la marée est descendante.